# Веселин Џигов
Веселин Џигов (буг. Веселин Джигов; Кутела, 16. новембар 1940 — ?, 26. јануар 2002) био је бугарски певач народне музике.

## Биографија
Рођен је 16. новембра 1940. године у селу Кутела, Смољанска област. Право име му је било Феим Џигов. Касније је прихватио име Веселин. Године 1960. заједно са Марином Глуховом, Златком Сираковом и Манчом Глуховим формирао је музички оркестар. Скоро 20 година су наступали на свадбама и концертима широм Бугарске. Писао је песме за Радио Софију, а његове грамофонске плоче је издавала музичка кућа Балкантон из Софије. Многе песме у његовом репертоару су биле ауторске. Од 1991. до 2001. био је солиста фолклорне групе Виевска. Његове најпознатије песме су: „Руфинка болна легнала“, „Черешка род родила“, „Яжте и пийте“, „Оти ми плачеш, бубайко", „Плачи, горо, плачи“, „Пиленце, пъстро славейче“ и „Радо мари, Радо“.
Преминуо је 26. јануара 2002. године.

## Наслеђе
Поводом 70. годишњице од његовог рођења, у част Џигова је 2010. године у селу Кутела подигнута спомен чесма.
Народни певач Николај Славејев је 2011. године посветио албум „Плачи, горо“ у знак сећања на Веселина Џигова.
За допринос музици награђен је 1974. године бугарским орденом Кирила и Методија - трећи степен.